# Paul Greengard
Paul Greengard (New York, 11 december 1925 – aldaar, 13 april 2019) was een Amerikaanse neurowetenschapper die in 2000 de Nobelprijs voor Fysiologie of Geneeskunde heeft gekregen voor zijn werk aan neurotransmitters, en hun relatie met het molecuul DARPP-32. Hij was vanaf 1983 tot op hoge leeftijd hoogleraar aan de Rockefeller-universiteit.

## Biografie
De in New York geboren Greengard was de zoon van Benjamin Greengard en Pearl Meister Greengard, die in 1925 in het kraambed overleed. Paul werd grootgebracht door zijn stiefmoeder.
Na het voltooien van zijn opleiding wis- en natuurkunde aan Hamilton College wees hij een studiebeurs aangeboden door de Atomic Energy Commission af omdat hij, hoewel hij het geld goed kon gebruiken, niet betrokken wilde zijn bij wapengeoriënteerd onderzoek. Daarentegen besloot hij biofysica te studeren aan de Universiteit van Pennsylvania en de Johns Hopkins-universiteit, waar hij college kreeg van Nobellaureaat Haldan Hartline.
Na in 1953 te zijn gepromoveerd, vervulde hij postdocschappen aan de Universiteit van Londen, Cambridge en Amsterdam. Tussen 1956 en 1959 was hij verbonden aan het National Institutes of Health en daarna aan Geigy Pharmaceuticals. In 1961 werd hij hoogleraar farmacologie aan de Yeshivar-universiteit, in 1967 aan de Vanderbilt-universiteit en een jaar later aan Yale. Hij was vanaf 1983 tot op hoge leeftijd hoogleraar moleculaire en cellulaire neurowetenschappen aan de Rockefeller-universiteit.

## Werk
Het grootste deel van zijn carrière besteedde Greengard aan het ontrafelen van de mysteries rond zenuwcellen: hoe deze functioneren en de wijze waarop ze met elkaar communiceren. Middels twee publicaties in Science (1969 en 1971) beschreef hij hoe dopamine en andere neurotransmitters hun werking op het zenuwcentrum uitvoeren. Een belangrijke rol in dit proces speelt eiwitfosforylering en -defosforylering; met het koppelen en ontkoppelen van fosfaatgroepen aan resp. van eiwitten schakelt een zenuwcel belangrijke processen aan en uit.
Later onderzoek van Greengard bracht aan het licht dat dit proces het molecuul DARPP-32 activeert. DARPP-32 (dopamine- en cAMP-gereguleerd fosfoproteïne met een molecuulmassa van 32 kDa) bleek een eiwit te zijn dat de activering remt van enzymen die fosfaatgroepen van andere eiwitten afsplitsen. Het is daarom een belangrijke 'feed-forward activator' (versterker) in de signaaltransductiecascade van dopamine. Greengards onderzoek leidde tot de ontwikkeling van belangrijke nieuwe medicatie voor zenuw- en psychiatrische aandoeningen.
Greengard was een voorvechter van vrouwenemancipatie binnen de wetenschap en riep zelfs een prijs in het leven voor vrouwelijke moleculair biologen: de naar zijn moeder vernoemde Pearl Meister Greengard Prize.
1901: Behring · 
1902: Ross · 
1903: Finsen · 
1904: Pavlov · 
1905: Koch · 
1906: Golgi, Ramón y Cajal · 
1907: Laveran · 
1908: Mechnikov, Ehrlich · 
1909: Kocher · 
1910: Kossel · 
1911: Gullstrand · 
1912: Carrel · 
1913: Richet ·
1914: Bárány · 
1919: Bordet · 
1920: Krogh · 
1922: Hill, Meyerhof · 
1923: Banting, Macleod · 
1924: Einthoven ·
1926: Fibiger · 
1927: Wagner-Jauregg · 
1928: Nicolle · 
1929: Eijkman, Hopkins · 
1930: Landsteiner · 
1931: Warburg · 
1932: Sherrington, Adrian · 
1933: Morgan · 
1934: Whipple, Minot, Murphy · 
1935: Spemann · 
1936: Dale, Loewi · 
1937: Szent-Györgyi · 
1938: Heymans · 
1939: Domagk · 
1943: Dam, Doisy · 
1944: Erlanger, Gasser · 
1945: Fleming, Chain, Florey · 
1946: Muller · 
1947: C. Cori, G. Cori, Houssay · 
1948: Müller · 
1949: Hess, Moniz · 
1950: Kendall, Reichstein, Hench · 
1951: Theiler · 
1952: Waksman · 
1953: Krebs,Lipmann ·
1954: Enders, Weller, Robbins · 
1955: Theorell · 
1956: Cournand, Forssmann, Richards · 
1957: Bovet · 
1958: Beadle, Tatum, Lederberg · 
1959: Ochoa, Kornberg · 
1960: Burnet, Medawar · 
1961: Békésy · 
1962: Crick, Watson, Wilkins · 
1963: Eccles, Hodgkin, Huxley · 
1964: Bloch, Lynen · 
1965: Jacob, Lwoff, Monod · 
1966: Rous, Huggins · 
1967: Granit, Hartline, Wald · 
1968: Holley, Khorana, Nirenberg · 
1969: Delbrück, Hershey, Luria · 
1970: Katz, Euler, Axelrod · 
1971: Sutherland · 
1972: Edelman, Porter · 
1973: Frisch, Lorenz, Tinbergen · 
1974: Claude, De Duve, Palade · 
1975: Baltimore, Dulbecco, Temin ·
1976: Blumberg, Gajdusek · 
1977: Guillemin, Schally, Yalow · 
1978: Arber, Nathans, Smith · 
1979: Cormack, Hounsfield · 
1980: Benacerraf, Dausset, Snell · 
1981: Sperry, Hubel, Wiesel · 
1982: Bergström, Samuelsson, Vane · 
1983: McClintock · 
1984: Jerne, Köhler, Milstein · 
1985: Brown, Goldstein · 
1986: Cohen, Levi-Montalcini · 
1987: Tonegawa · 
1988: Black, Elion, Hitchings · 
1989: Bishop, Varmus · 
1990: Murray, Thomas · 
1991: Neher, Sakmann · 
1992: Fischer, Krebs · 
1993: Roberts, Sharp · 
1994: Gilman, Rodbell · 
1995: Lewis, Nüsslein-Volhard, Wieschaus · 
1996: Doherty, Zinkernagel · 
1997: Prusiner · 
1998: Furchgott, Ignarro, Murad · 
1999: Blobel · 
2000: Carlsson, Greengard, Kandel ·
2001: Hartwell, Hunt, Nurse · 
2002: Brenner, Horvitz, Sulston · 
2003: Lauterbur, Mansfield · 
2004: Axel, Buck · 
2005: Marshall, Warren ·
2006: Fire, Mello ·
2007: Capecchi, Smithies, Evans ·
2008: Zur Hausen, Barré–Sinoussi, Montagnier ·
2009: Blackburn, Greider, Szostak ·
2010: Edwards ·
2011: Beutler, Hoffmann, Steinman ·
2012: Gurdon, Yamanaka ·
2013: Rothman, Schekman, Südhof ·
2014: O'Keefe, Moser, Moser ·
2015: Campbell, Omura, Tu ·
2016: Osumi ·
2017: Hall, Rosbash, Young ·
2018: Allison, Honjo ·
2019: Kaelin, Ratcliffe, Semenza ·
2020: Alter, Houghton, Rice ·
2021: Julius, Patapoutian ·
2022: Pääbo ·
2023: Karikó, Weissman ·
2024: Ambros, Ruvkun
- Bibsys: 90796260
- Bibliothèque nationale de France: cb124890270 (data)
- DBLP: 116/2454
- Gemeinsame Normdatei: 139313494
- International Standard Name Identifier: 0000 0001 0929 8323
- Library of Congress Control Number: n50031455
- Nationale Bibliotheek van Tsjechië: xx0107389
- Nationale Bibliotheek van Israël: 987007431071605171
- Nederlandse Thesaurus van Auteursnamen: 068647581
- ORCID: 0000-0002-4437-0893
- LIBRIS: 231140
- Système universitaire de documentation: 034099050
- Virtual International Authority File: 103132366
- WorldCat: E39PBJqFMpfCfxP3QXKKCkGyh3